# Carpias longidactylus
Carpias longidactylus är en kräftdjursart som först beskrevs av Nordenstam 1946.  Carpias longidactylus ingår i släktet Carpias och familjen Janiridae. Inga underarter finns listade i Catalogue of Life.